# Holzerath

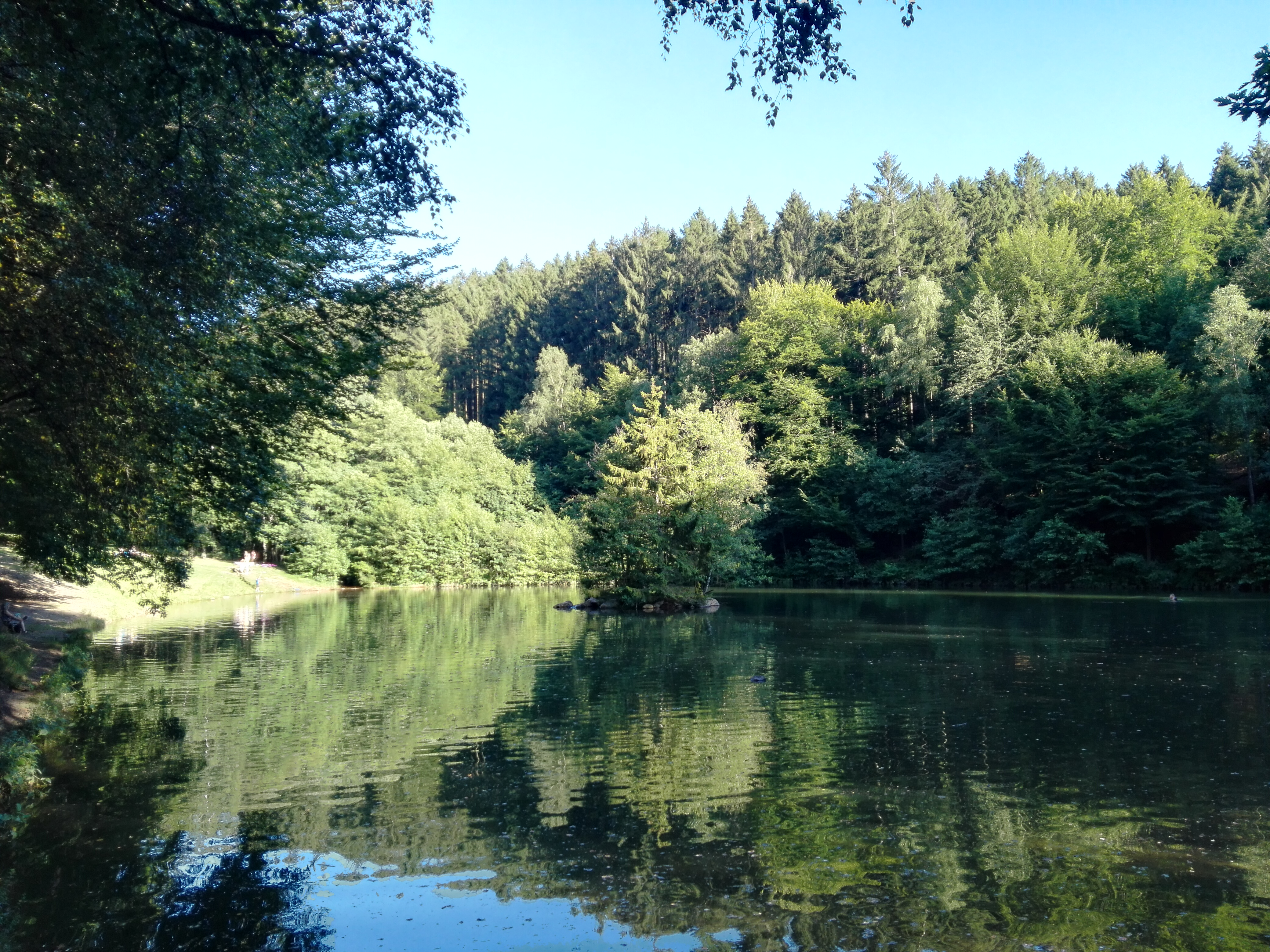
Holzerather See

Holzerath (moselfränkisch: Holzröth) ist eine Ortsgemeinde im Landkreis Trier-Saarburg in Rheinland-Pfalz. Sie gehört der Verbandsgemeinde Ruwer an, die ihren Verwaltungssitz in Waldrach hat.

## Geographie
Holzerath liegt im Osburger Hochwald und im Naturpark Saar-Hunsrück.

## Geschichte
Der Ort wurde 1265 erstmals urkundlich erwähnt, sein Name deutet auf die Entstehung als Rodungssiedlung hin. Die heutige Ortsgemeinde Schöndorf wurde 1569 als Pfarrort Holzeraths erwähnt. Nach dem Dreißigjährigen Krieg verschwand der Ort Holzerath beinahe, es umfasste nur noch drei Feuerstellen (ca. 15 bis 20 Einwohner); die Bevölkerungszahl erholte sich in den folgenden Jahrzehnten aber wieder. 1788 zählte der Ort 99 Einwohner und gehörte nach der französischen Besetzung 1794 zur Mairie und späteren preußischen Bürgermeisterei Schöndorf.
Später kam Holzerath zum Amt Irsch-Schöndorf in Wilzenburg, 1934 zum Amt Waldrach in Ruwer und 1954 zum Amt Ruwer, aus dem 1968 die Verbandsgemeinde Ruwer entstand.
1953 erhielt der Ort eine Schule, die heute die Kindertagesstätte beherbergt.
Die 750-Jahr-Feier des Ortes wurde im Rahmen der St.-Helena-Kirmes im August 2015 veranstaltet.

## Bevölkerung
Die Entwicklung der Einwohnerzahl von Holzerath, die Werte von 1871 bis 1987 beruhen auf Volkszählungen:
| Jahr | Einwohner |
| 1815 | 186       |
| 1835 | 226       |
| 1871 | 214       |
| 1905 | 222       |
| 1939 | 289       |
| 1950 | 326       |

| Jahr | Einwohner |
| 1961 | 354       |
| 1970 | 339       |
| 1987 | 400       |
| 1997 | 446       |
| 2005 | 460       |
| 2023 | 474       |

## Politik

### Gemeinderat
Der Gemeinderat in Holzerath besteht aus acht Ratsmitgliedern, die bei der Kommunalwahl am 9. Juni 2024 in einer Mehrheitswahl gewählt wurden, und dem ehrenamtlichen Ortsbürgermeister als Vorsitzendem.

### Ortsbürgermeister
Michael Terres wurde am 18. Juli Ortsbürgermeister von Holzerath. Bei der Direktwahl am 9. Juni 2024 war er als einziger Bewerber mit einem Stimmenanteil von 78,3 % für fünf Jahre gewählt worden.
Die Vorgänger waren:
- Friedbert Theis, 2014 bis 2024[7][5]
- Herbert Marth, 2009 bis 2014
- Gottfried Weber, 1994 bis 2009
- Karl Faß

### Wappen
Blasonierung: Unter silbernem Schildhaupt mit Kurtrierer Kreuz, schräglinks von Rot über Silber geteilt, oben eine goldene Krone, unten ein grünes Buchenblatt.
Begründung: Bis zum Ende des 18. Jahrhunderts gehörte Holzerath in der Pflege Kell (Amt Grimburg) zum Kurfürstentum Trier. Hochgerichtsherr war bis 1563 der Kurfürst von Trier. Als Hinweis darauf steht das kurtrierische Kreuz im Schildhaupt. Kirchen- und Ortspatron ist seit alters her die heilige Helena. Ihr Attribut, eine goldene Krone, steht im mittleren Schildteil. Der Ortsname geht in seiner zweiten Silbe -roth, -rath auf den Begriff Rodung zurück. Dafür und als Hinweis auf die bedeutsamen Buchenwaldungen steht im unteren Schild ein grünes Buchenblatt.

## Kultur und Vereine
In der Freizeit- und Jugendarbeit sind die Freiwillige Feuerwehr Holzerath, der Musikverein Holzerath, der Jugendring Holzerath und der TuS Holzerath aktiv.
Ab 2007 wurde das vom Jugendring Holzerath ausgetragene Roeds-Rock Open-Air-Festival am Holzerather See am Grindelbach veranstaltet.

## Wirtschaft und Infrastruktur
In Holzerath sind einige kleine und mittlere Unternehmen ansässig sowie eine Kindertagesstätte.
Holzerath liegt an der Landesstraße 146 (Schöndorf–Reinsfeld) und an der Kreisstraße 56 in Richtung Bonerath.